# America's Next Top Model (sesta edizione)
La sesta edizione di America's Next Top Model è andata in onda da giorno 8 marzo al 17 maggio 2006 su UPN; lo slogan di questa edizione è stato Fairy Tales Come True (Fiabe che si avverano).
La destinazione internazionale nel corso di questa edizione è stata la Thailandia, con Bangkok e Phuket). La vincitrice è stata Danielle Evans, ventenne Little Rock, Arkansas, che ha vinto un servizio fotografico per Elle, un contratto di rappresentanza con la Ford Models e un contratto di 100000 $ con CoverGirl.

## Concorrenti
| Concorrente               | Età1 | Altezza | Città di provenienza       | Posizione                  |
| ------------------------- | ---- | ------- | -------------------------- | -------------------------- |
| Katherine "Kathy" Hoxit   | 20   | 178 cm  | Brevard, Carolina del Nord | Eliminata nell'episodio 2  |
| Wendy Wiltz               | 22   | 180 cm  | New Orleans, Louisiana     | Eliminata nell'episodio 3  |
| Kari Schmidt              | 18   | 173 cm  | Brookings, Dakota del Sud  | Eliminata nell'episodio 4  |
| Gina Choe                 | 21   | 178 cm  | Odessa, Florida            | Eliminata nell'episodio 5  |
| Mollie Sue Steenis-Gondi  | 25   | 175 cm  | Tampa, Florida             | Eliminata nell'episodio 6  |
| Alejandra "Leslie" Mancia | 18   | 178 cm  | Higley, Arizona            | Eliminata nell'episodio 7  |
| Brooke Staricha           | 21   | 180 cm  | Corpus Christi, Texas      | Eliminata nell'episodio 8  |
| Nnenna Agba               | 24   | 178 cm  | Houston, Texas             | Eliminata nell'episodio 9  |
| Furonda Brasfield         | 24   | 180 cm  | Stuttgart, Arkansas        | Eliminata nell'episodio 11 |
| Sara Albert               | 21   | 185 cm  | Davis, California          | Eliminata nell'episodio 12 |
| Jade Cole                 | 26   | 178 cm  | New York, New York         | Eliminata nell'episodio 13 |
| Joan Ann "Joanie" Dodds   | 24   | 175 cm  | Beaver Fall, Pennsylvania  | Seconda classificata       |
| Danielle Evans            | 20   | 180 cm  | Little Rock, Arkansas      | Vincitrice                 |

 1 L'età delle concorrenti si riferisce all'anno della messa in onda del programma

## Makeover
- Brooke: Capelli schiariti
- Danielle: Extension e chiusura della finestra
- Furonda: Extension
- Gina: Taglio altezza spalle
- Jade: Taglio cortissimo e schiarimento
- Joanie: Capelli schiariti e intervento ortodontico
- Kari: Extension
- Leslie: Volume
- Mollie Sue: Taglio in stile Mia Farrow
- Nnenna: Capelli tagliati a zero
- Sara: Capelli rasati su entrambi i lati e molto schiariti
- Wendy: Capelli più scuri

## Ordine di eliminazione
| Ordine | Episodi    | Episodi    | Episodi    | Episodi    | Episodi    | Episodi    | Episodi  | Episodi  | Episodi  | Episodi  | Episodi  | Episodi  | Episodi  |
| Ordine | 1          | 2          | 3          | 4          | 5          | 6          | 7        | 8        | 9        | 11       | 12       | 13       | 13       |
| ------ | ---------- | ---------- | ---------- | ---------- | ---------- | ---------- | -------- | -------- | -------- | -------- | -------- | -------- | -------- |
| 1      | Jade       | Nnenna     | Brooke     | Jade       | Furonda    | Furonda    | Joanie   | Joanie   | Danielle | Joanie   | Joanie   | Joanie   | Danielle |
| 2      | Sara       | Sara       | Danielle   | Danielle   | Joanie     | Sara       | Jade     | Furonda  | Jade     | Sara     | Jade     | Danielle | Joanie   |
| 3      | Mollie Sue | Leslie     | Nnenna     | Brooke     | Danielle   | Leslie     | Nnenna   | Nnenna   | Sara     | Danielle | Danielle | Jade     |          |
| 4      | Leslie     | Joanie     | Kari       | Joanie     | Leslie     | Danielle   | Furonda  | Sara     | Joanie   | Jade     | Sara     |          |          |
| 5      | Joanie     | Kari       | Furonda    | Mollie Sue | Jade       | Nnenna     | Danielle | Danielle | Furonda  | Furonda  |          |          |          |
| 6      | Nnenna     | Danielle   | Gina       | Sara       | Mollie Sue | Joanie     | Brooke   | Jade     | Nnenna   |          |          |          |          |
| 7      | Kari       | Jade       | Mollie Sue | Furonda    | Sara       | Brooke     | Sara     | Brooke   |          |          |          |          |          |
| 8      | Brooke     | Mollie Sue | Leslie     | Leslie     | Nnenna     | Jade       | Leslie   |          |          |          |          |          |          |
| 9      | Danielle   | Brooke     | Sara       | Nnenna     | Brooke     | Mollie Sue |          |          |          |          |          |          |          |
| 10     | Kathy      | Gina       | Joanie     | Gina       | Gina       |            |          |          |          |          |          |          |          |
| 11     | Furonda    | Wendy      | Jade       | Kari       |            |            |          |          |          |          |          |          |          |
| 12     | Gina       | Furonda    | Wendy      |            |            |            |          |          |          |          |          |          |          |
| 13     | Wendy      | Kathy      |            |            |            |            |          |          |          |          |          |          |          |

- L'episodio 10 è il riassunto dei precedenti.

     La concorrente viene eliminata
     La concorrente vince la competizione

## Servizi fotografici
- Episodio 1: Casting.
- Episodio 2: Calve ricoperte di cristalli Swarovski.
- Episodio 3: Principesse dei ghiacci.
- Episodio 4: Principesse delle fiabe.
- Episodio 5: Carriera futura con un modello.
- Episodio 6: Pubblicità CoverGirl Clean Liquid Foundation durante una festa in piscina.
- Episodio 7: Krumping per Payless Shoes.
- Episodio 8: Bambole per Pantene Pro-V Shampoo e servizio fotografico in bianco e nero sulle emozioni.
- Episodio 9: Sirene catturate al mercato galleggiante.
- Episodio 11: In posa su un elefante.
- Episodio 12: Sulle spiagge di Phuket per costumi Ocean Pacific.
- Episodio 13: Pubblicità CoverGirl Mascara Lash Exact.